# Lövermarkstjärnen
Lövermarkstjärnen är en sjö i Örnsköldsviks kommun i Ångermanland och ingår i Gideälvens huvudavrinningsområde. Tjärnen avvattnas av ett namnlöst biflöde till Jonkesbäcken och vattnet fortsätter därefter genom Gällarbäcken, Lägstaån, Flärkån och Gideälven innan det når Bottenhavet.